# Apostolska nunciatura pri Evropski uniji
Apostolska nunciatura pri Evropski uniji je diplomatsko prestavništvo (veleposlaništvo) Svetega sedeža pri Evropski uniji, ki ima sedež v Bruslju.
Trenutni apostolski nuncij je André Pierre Louis Dupuy.

## Seznam apostolskih nuncijev
- Igino Eugenio Cardinale (10. november 1970–24. marec 1983)
- Angelo Pedroni (6. julij 1983–13. junij 1989)
- Faustino Sainz Muñoz (21. januar 1999–11. december 2004)
- André Pierre Louis Dupuy (24. februar 2005–danes)